# Casa Carlini
Casa Carlini è un edificio storico di Firenze, situato in via de' Pandolfini 33 angolo via del Proconsolo 12r-14r. Fu sede dal 1497 della stamperia Giunti. 
La casa appare (come palazzo Carlini) nell'elenco redatto nel 1901 dalla Direzione Generale delle Antichità e Belle Arti, quale edificio monumentale da considerare patrimonio artistico nazionale.

## Storia e descrizione

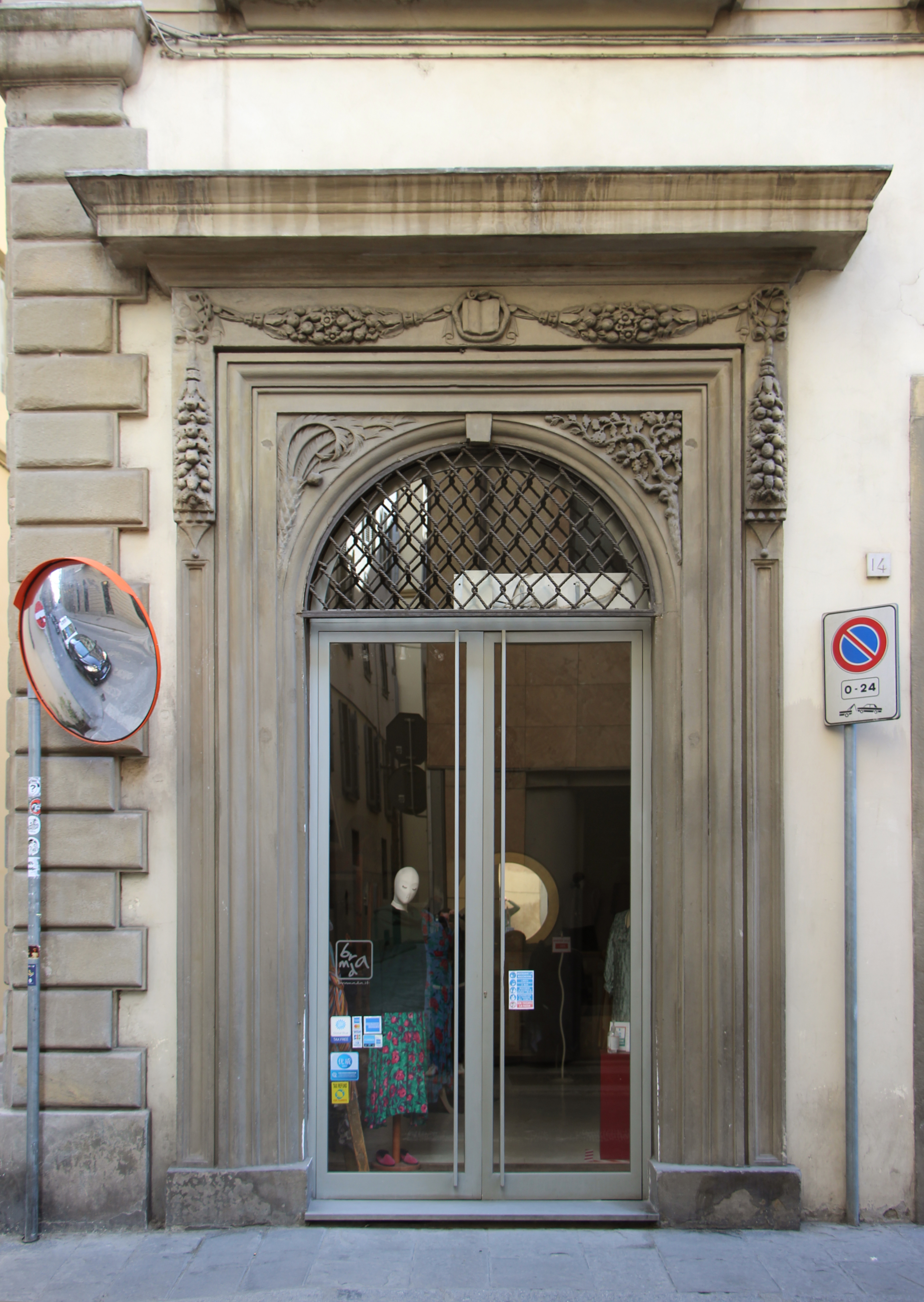
Il portale

La casa, presumibilmente di fondazione due trecentesca e originariamente di proprietà del convento della Badia, è individuabile con quella occupata a partire dal 1497 dalla famosa stamperia dei Giunti e presenta oggi un fronte di disegno sostanzialmente cinquecentesco.
Nel Seicento e nei secoli successivi ha subito significative modifiche e comunque, a partire dall'Ottocento, è stata ripetutamente segnalata per "l'elegantissima decorazione di pietra scolpita che formava il prospetto della bottega". Così, ad esempio, Federico Fantozzi annotava nella sua guida del 1842: "Merita di essere attentamente osservata la bella porta, la finestra terrena e l'arme che si vede sopra le finestre del primo piano pe' bellissimi festoni di fiori e frutta che vi furono scolpiti con tanta diligenza e amore, che anziché di pietra sembrano veri e naturali".
Nel 1884, visto il deplorevole stato in cui versava l'immobile, si intervenne con un restauro che portò nuovamente gli studiosi a interessarsi del rilievo: "la porta, specialmente, adorna di fogliami e frutta superbamente scolpite, è un vero gioiello. Forse essa è disegnata da quel fecondo e bizzarro artista che fu Giovanni da San Giovanni, che molto lavorò per Carlini". 
Lo stemma tuttora esiste, per quanto decisamente abraso, ed è riconducibile alla famiglia Carlini, già ricordata in quanto a lungo proprietaria dell'edificio (fasciato di sei pezzi di nero e d'argento, con il capo del secondo caricato di una testa di gatto al naturale). Anche la decorazione a foglie e frutta della bottega è visibile, ma mortificata da una tinteggiatura, a sua volta a coprire le integrazioni sommarie fatte nel corso dell'intervento del 1884. 
Da segnalare invece sicuramente l'ariosa altana che corona l'edificio e che lo rende assolutamente notevole nel contesto della via. 
Si sottolinea come parte della letteratura ipotizzi che in questa casa, nel Quattrocento, avesse la propria bottega il cartolaio Vespasiano da Bisticci (altri testi la individuano in prossimità del canto dei Cartolai).

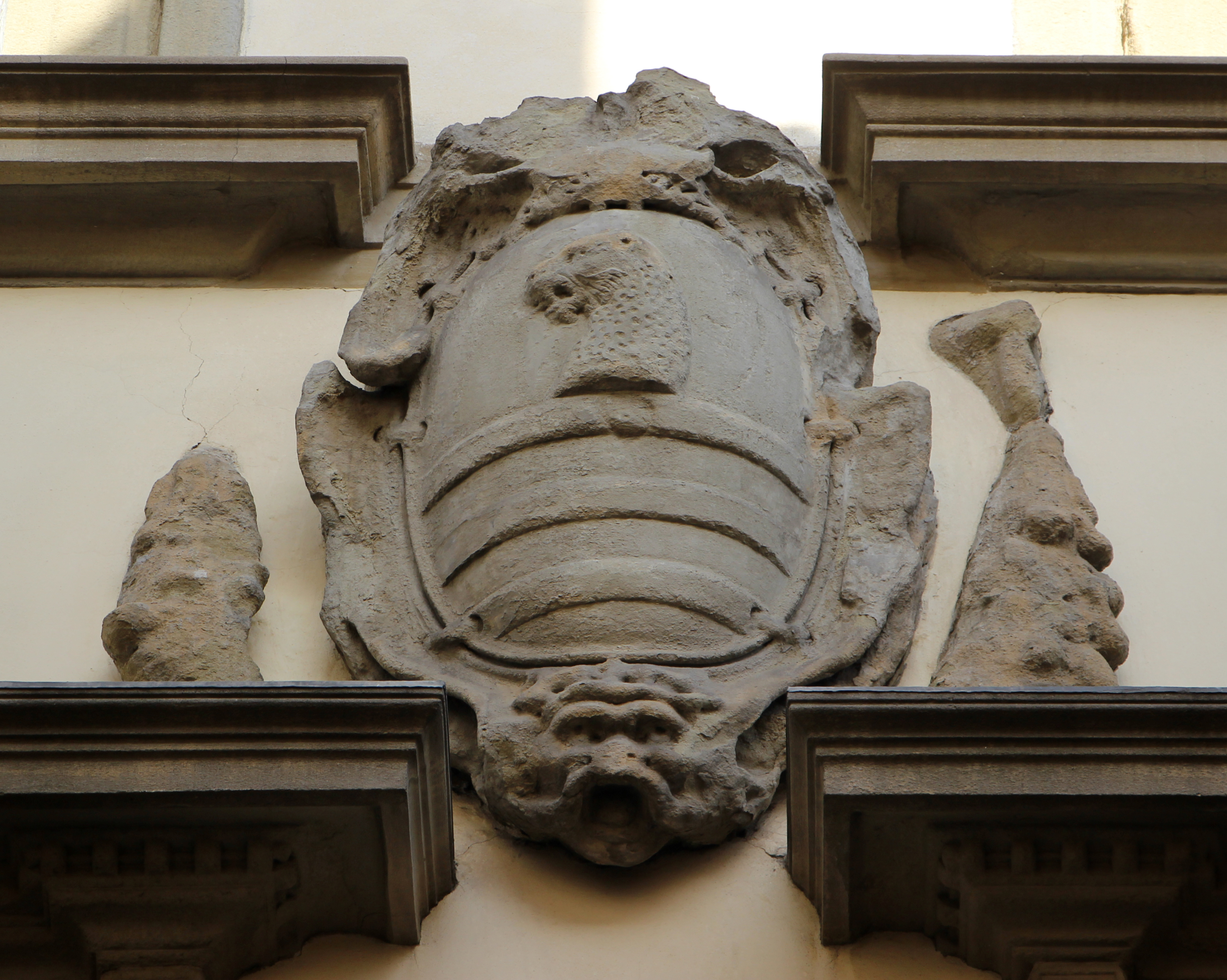
Lo stemma Carlini
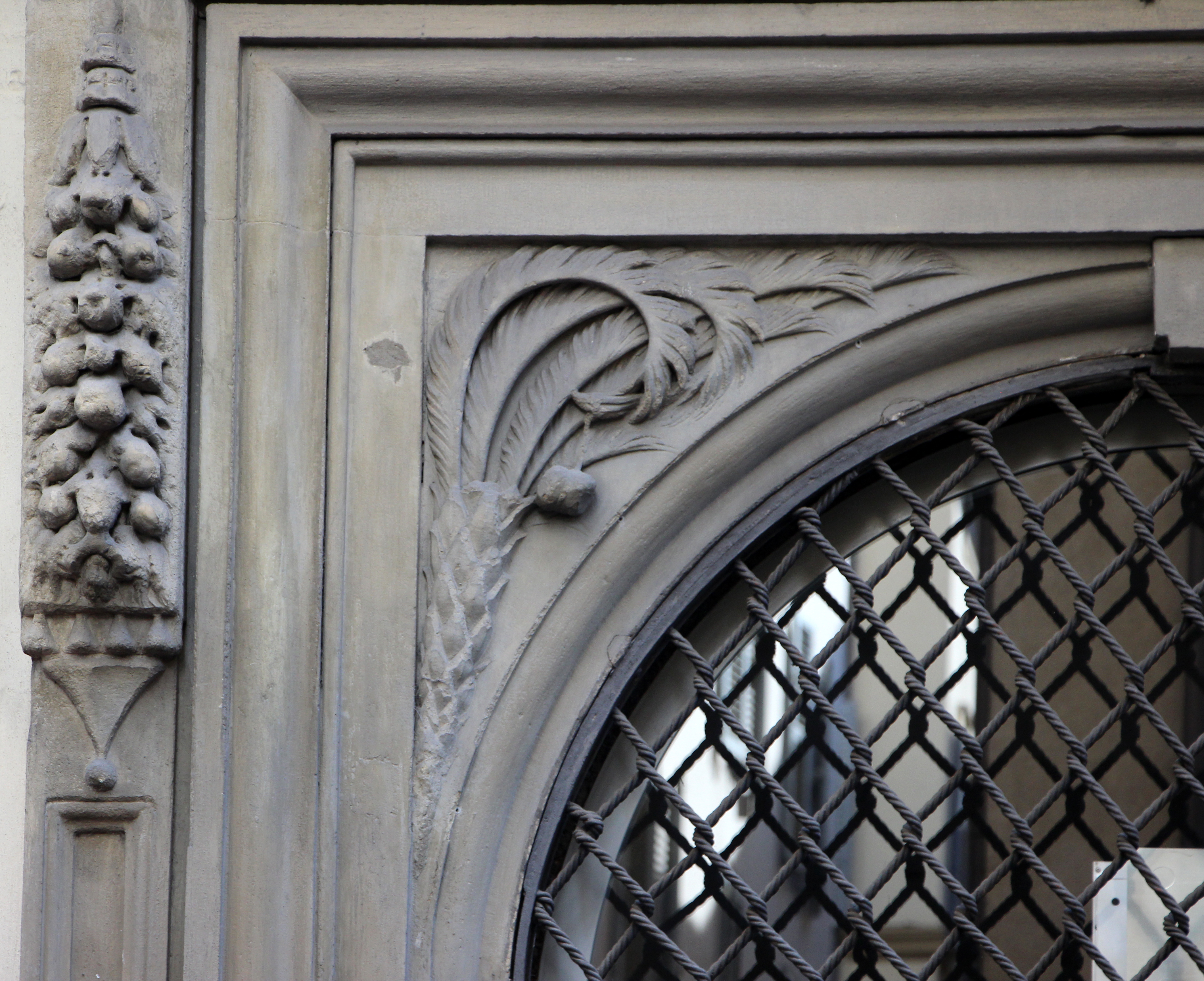
Dettaglio del portale: palma
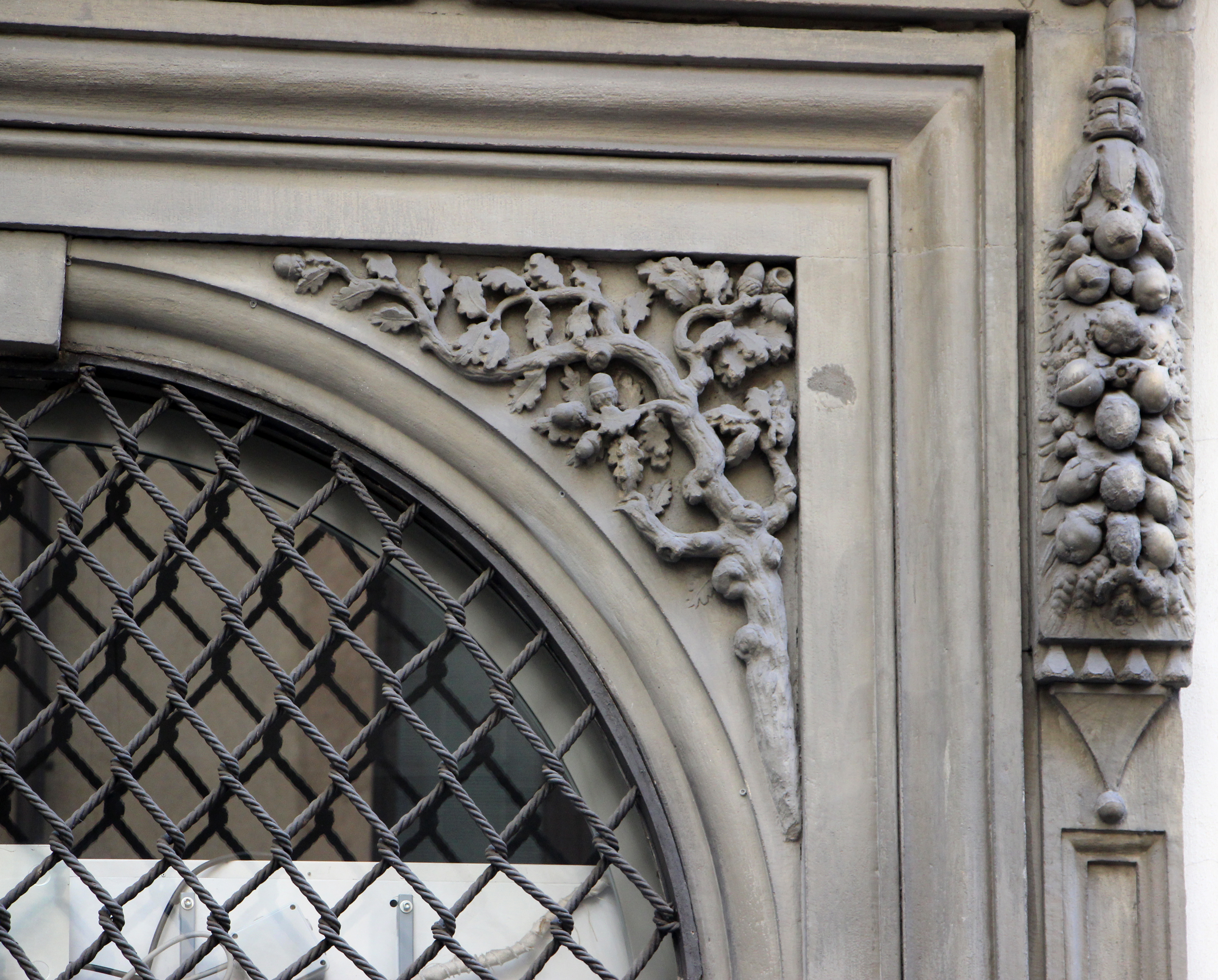
Dettaglio del portale: quercia
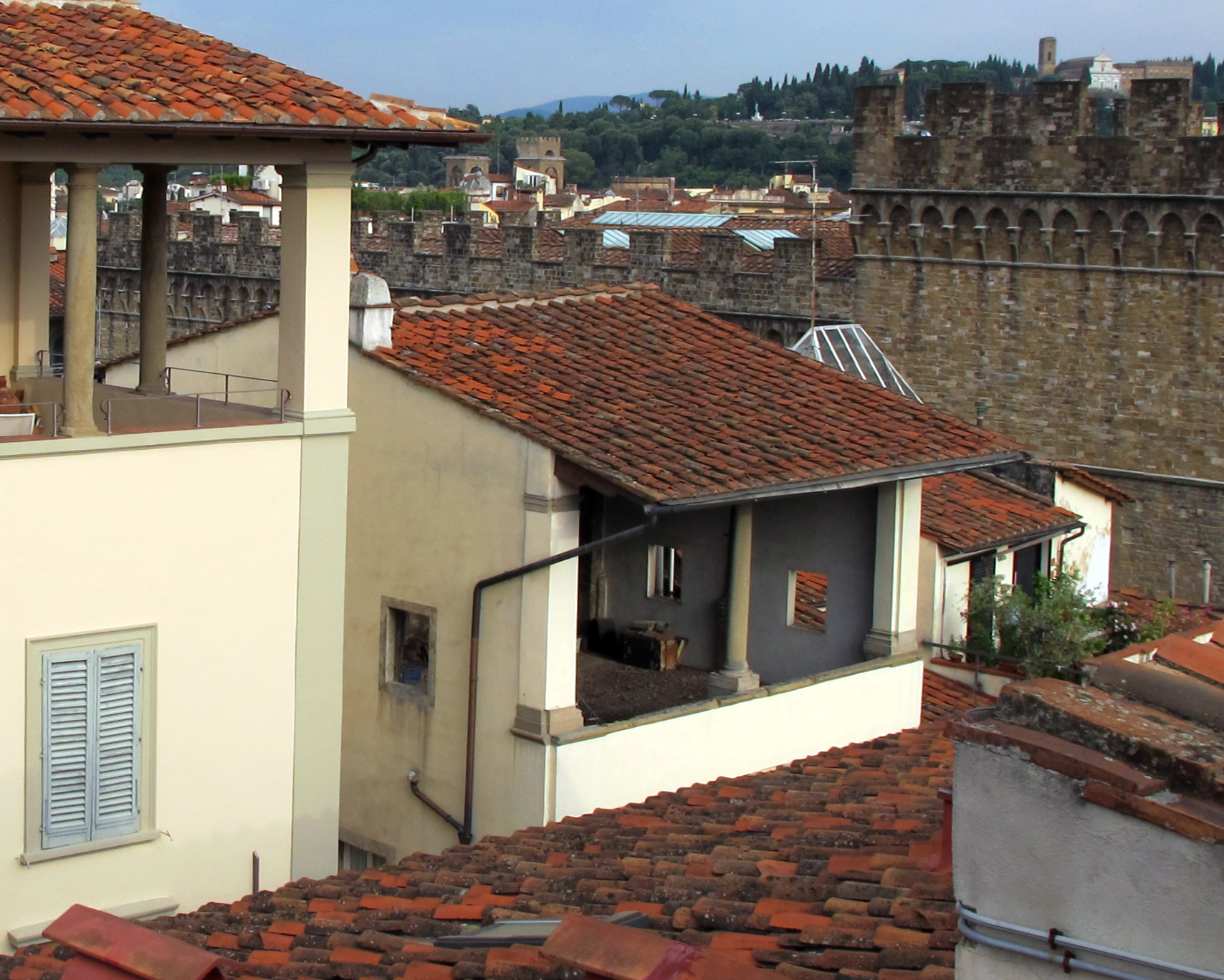
la loggetta all'ultimo piano